# Мат Бионди
Матю Никълъс Бионди (на английски: Matthew Nicholas Biondi), известен повече като Мат Бионди е американски плувец, участвал в летните олимпийски игри през 1984, 1988 и 1992 година, от които печели общо 11 медала, 8 от които златни, като подобрява четири световни рекорда. Завършва Калифорнийския университет в Бъркли през 1988 година. По-късно получава и магистърска степен. Женен е и има 3 деца. Обявяван е за най-добър плувец в света през 1986 и 1988 г. През 1997 година е включен в Залата на славата по плуване. Работи като учител по математика в Хаваи.

Ранен живот и кариера

Бионди е роден през 1965 в Морага, Калифорния. Практикувал е много спортове. Водата обаче най-много го влече. Играе добре водна топка. На олимпийските игри през 1984г. участва в мъжката щафета 4×100м св. стил като трети пост и взима златен медал. Олимпиадата в Сеул 1988г. е най-успешната за него. Дава заявка, че ще повтори подвига на Марк Шпиц от 1972г. от 7 златни медала от една олимпиада. В първата си дисциплина 200м св. стил завършва трети след Дънкан Армстронг от Австралия и Андерс Холмерц от Швеция. На 100м бътерфлай Антъни Мести от Суринам побеждава Бионди с 0.01 стотна от секундата (постижението на Мат е 53.01, а на Нести - 53.00) . На останалите 5 дисциплини (50 и 100м св. стил, както и щафетите 4×200м , 4×100м св. стил и 4×100м съчетана щафета) Торпедото от Морага взима златото. За олимпиадата в Барселона 1992г. Бионди мисли да се завърне към водната топка, но желае да е първият след Джони Вайсмюлер спечелил нас две поредни олимпиади кралската дисциплина 100м св. стил. В крайна сметка го детронира Александър Попов от Русия. Мат остава шести, а на 50м св. стил става втори. С щафетата 4×100м св. стил взима последния си златен олимпийски медал. Световният му рекорд на 100м кроул (48.42) от планетарното първенство в Мадрид '86 остава неодобрение до 1994г., когато Попов сваля 21 стотни от него.